# Viktor Albrecht
Pour les articles homonymes, voir Albrecht.
Viktor Albrecht (né le 1er octobre 1859 à Dantzig et mort le 28 novembre 1930 à Weilbourg) est un général d'infanterie prussien.

## Biographie
Le 1er octobre 1879, Albrecht rejoint le 1er régiment de grenadiers de la Garde de l'armée prussienne en tant que volontaire d'un an. Le 9 mai 1880, il est promu cadet et transféré au 88e régiment d'infanterie et est promu au grade de sous-lieutenant à la mi-mars 1881. À partir du 1er octobre 1885, Albrecht est adjudant du bataillon de fusiliers et d'octobre 1888 à juillet 1891, il étudie à l'Académie de guerre de Berlin pour se perfectionner. Entre-temps, il est promu au grade de premier lieutenant à la mi-décembre 1889 et, le 16 janvier 1890, il est transféré au 128e régiment d'infanterie (de). Avec sa promotion au grade de capitaine le 17 juin 1893, Albrecht devient commandant de compagnie et il occupe ce poste du 22 mars 1897 au 26 janvier 1900 dans le 176e régiment d'infanterie. Albrecht est promu major le 27 janvier 1900 et est à ce titre affecté au 3e régiment de grenadiers à Königsberg. Là, il est commandant du 2e bataillon et prend ensuite le commandement du 2e bataillon de chasseurs à pied à Culm jusqu'au 6 juillet 1909. Entre-temps, Albrecht a été promu lieutenant-colonel le 10 avril 1906 et colonel le 20 avril 1909. Peu de temps après, le 7 juillet 1909, il est nommé commandant du 5e régiment à pied de la Garde (de).
Le 19 décembre 1911, Abrecht démissionne de l'armée et est employé comme inspecteur de l'infanterie de marine (de) dans la marine impériale. À ce titre, il se voit confier simultanément les fonctions de commandant de Kiel et est promu général de division le 1er octobre 1912. Le 2 juillet 1913, il quitte la marine et est nommé commandant de la 3e brigade d'infanterie de la Garde. À ce titre, il reçoit la Croix de Grand Officier de l'Ordre de la Couronne d'Italie et, à l'occasion de la fête de l'Ordre en janvier 1914, l'Ordre de l'Aigle rouge, de 2e classe avec des feuilles de chêne.
Durant la Première Guerre mondiale, il commande du 2 août 1914 au 24 janvier 1917 la 1re division de réserve de la Garde. La grande unité participe initialement à l'invasion de la Belgique neutre et est impliquée dans la prise de la forteresse de Namur. Début septembre 1914, il est transféré sur le front de l'Est, combat sur les lacs de Mazurie et avec le groupe d'armées Gallwitz lors de la bataille d'hiver de février 1915. Début octobre 1915, sa division retourne sur le front occidental, où il est promu lieutenant général le 18 avril 1916. Du 24 janvier 1917 au 27 août 1918, il est général commandant du 18e corps d'armée . En juin 1917, ses troupes défendent le saillant de Wytschaete (de) et, avec le 9e corps de réserve combattent dans la bataille de Messines. Après l'apogée de la troisième bataille d'Ypres, la 18e corps d'armée entre le 13 octobre et le 14 novembre 1917 est appelé le groupe « Dixmude ». Rebaptisé Groupe « Lewarde », les troupes du corps prennent part à la contre-offensive allemande lors de la bataille de Cambrai début décembre 1917 entre Fontaine-les-Croisilles et Bellicourt. Lors de l'offensive allemande du printemps en mars 1918, son corps est avec la 17e armée et participea à la percée de Monchy-Cambrai et à l'avancée vers Bapaume. Pour cela, Albrecht reçoit la distinction Pour le Mérite le 9 avril 1918.
Du 2 octobre 1918 jusqu'à la fin de la guerre, Albrecht dirige le 20e corps d'armée sur le front de l'Est. Albrecht est libéré de l'armée le 29 septembre 1919 et est promu général d'infanterie le 29 octobre 1919.
Albrecht est membre du Corps Rhenania Strasbourg depuis 1879